# Božidar Kalmeta
Božidar Kalmeta, hrvaški politik albanskega izvora, * 15. januar 1958, Zadar, LR Hrvaška, SFRJ.
Je član desnosredinske stranke Hrvaške demokratske skupnosti (HDZ). Od leta 2003 do 2011 je bil Kalmeta v hrvaški vladi kot hrvaški minister za pomorstvo, promet in infrastrukturo pod vodstvom premierjev HDZ Ive Sanaderja in Jadranke Kosor. Kalmeta je delno albanskega izvora.